# Монтескью-Фезенсак, Франсуа Ксавье Марк Антуан де
Франсуа Ксавье Марк Антуан герцог де Монтескью-Фезенсак (фр. François-Xavier-Marc-Antoine de Montesquiou-Fézensac; 3 августа 1757, Жер, Юг — Пиренеи — 4 февраля 1832, Сире-сюр-Блез) — французский аббат и политический деятель, министр внутренних дел Франции в период Первой реставрации, член Французской академии.

## Биография
Происходил из древнейшего дворянского рода Монтескью, ведущего своё происхождение от первых франкских королей Меровингов.
В 1782 году стал аббатом Больё (Beaulieu).
Был депутатом от духовенства Генеральных штатов 1789 года и Учредительного собрания, где вотировал в большинстве случаев вместе с правой. В 1792 г. он уехал в Англию и возвратился в Париж лишь после 9 термидора.
В 1814 г. был назначен членом временного правительства, участвовал в редактировании хартии, затем получил портфель министра внутренних дел. Кратковременное управление Монтескью министерством внутренних дел в 1814 г. было одной из причин непопулярности, в которую скоро впала Реставрация. Он внёс доклад о состоянии королевства, главные положения которого немедленно же были опровергнуты последующими событиями, требовал освобождения, от предварительной цензуры лишь книг в 30 листов и более, предполагал преобразовать систему народного образования и т. д.
После Второй реставрации Монтескью сделан был графом, позже герцогом и заседал в палате пэров до 1832 г. Легкомысленный Монтескьё совершенно не годился в вожди партии, каким его на короткое время сделали обстоятельства.